# Guān
Guan is een Chinese familienaam. Het staat op de 394e plaats in de Baijiaxing. In Hongkong wordt de naam door HK-romanisatie geschreven als Kwan.
De tanghao van de familie Guan is Zhongyitang (忠義堂). Een groot deel van de Mantsjoe familie Gūwalgiya (瓜尔佳) heeft door sinificatie de naam Guan overgenomen.
Deze familienaam moet men niet verwarren met Guān (官) die in hanzi anders geschreven wordt dan Guān (关).
- Vietnamees: Quan
- Japans: Seki

## Nederland
De Nederlandse Familienamenbank geeft de volgende statistieken weer:
| familienaam | aantal in 1947 | aantal in 2007 |
| ----------- | -------------- | -------------- |
| Guan        | 0              | 41             |
| Kwan        | 0              | 33             |
| Quan        | 0              | 25             |
| Kuan        | 0              | 9              |
|             | totaal: 0      | totaal: 108    |

## Bekende personen
- Guan Yu
- Guan Jianzhong
- Tianlang Guan

- Michael Kwan Ching-kit
- Susanna Kwan Kuk-ying
- Michelle Kwan
- Trini Kwan
- Kwan Tak-Hing